# Słona łąka Morza Żółtego
Słona łąka Morza Żółtego (PA0908) – ekoregion wydzielony przez WWF w ramach biomu zalewowe formacje trawiaste i sawanny. Występuje wzdłuż wschodniego wybrzeża Chin, pomiędzy ujściem rzeki Jangcy a półwyspem Szantung. W ekoregionie znajduje się największa na świecie kolonia lęgowa mewy chińskiej. Zatrzymują się tu też ptaki wędrowne migrujące między Syberią a Australią. Z uwagi na przekształcenie obszarów przybrzeżnych w tereny przemysłowe i rolne ekosystem ekoregionu jest poważnie zdegradowany.
Słona łąka Morza Żółtego to również ekoregion wyróżniony przez organizację One Earth w ramach bioregionu lasy wieczniezielone doliny rzeki Jangcy. W tym ujęciu ekoregion zajmuje powierzchnię 5 330 km².
W 2002 roku narodowy rezerwat przyrody Yancheng oraz narodowy rezerwat przyrody Dafeng, wyznaczone na obszarze ekoregionu, zostały uznane za obszary wodno-błotne mające znaczenie międzynarodowe i objęte konwencją ramsarską. Yancheng jest również od 1993 roku rezerwatem biosfery UNESCO.

## Charakterystyka
Ekoregion obejmuje aluwia powstałe z osadów słodkowodnych, głównie nanoszonych przez rzeki Jangcy i Huai He, i osadów słonowodnych Morza Żółtego. Rzeki osadzają miliardy ton osadów rocznie w spokojnych wodach przybrzeżnych Morza Żółtego, powiększając ląd w kierunku morza o prawie jeden kilometr kwadratowy rocznie, tworząc słone błota o szerokości do 5 kilometrów, zapewniające bezpieczne miejsce dla ptaków. 
W czasach prehistorycznych słone aluwia pokrywały przybrzeżne niziny delty rzeki Huai He i rozciągały się na bagna u ujścia rzeki Jangcy. Przez tysiąclecia region ten był uznawany za „krainę ryb i ryżu”. Z tego powodu naturalne środowisko tego obszaru zostało w dużej mierze przekształcone na użytek człowieka. 
Region między rzekami Huai He i Jangcy jest miejscem styku strefy klimatu umiarkowanego i podzwrotnikowego. Panuje tu wilgotny lub półwilgotny klimat monsunowy, ze średnimi rocznymi opadami w zakresie 800–1200 milimetrów. Pod koniec lata i wczesną jesienią występują tu tajfuny. Średnia temperatura w styczniu wynosi 2–4 ºC, a w lipcu 26–29ºC.

## Flora

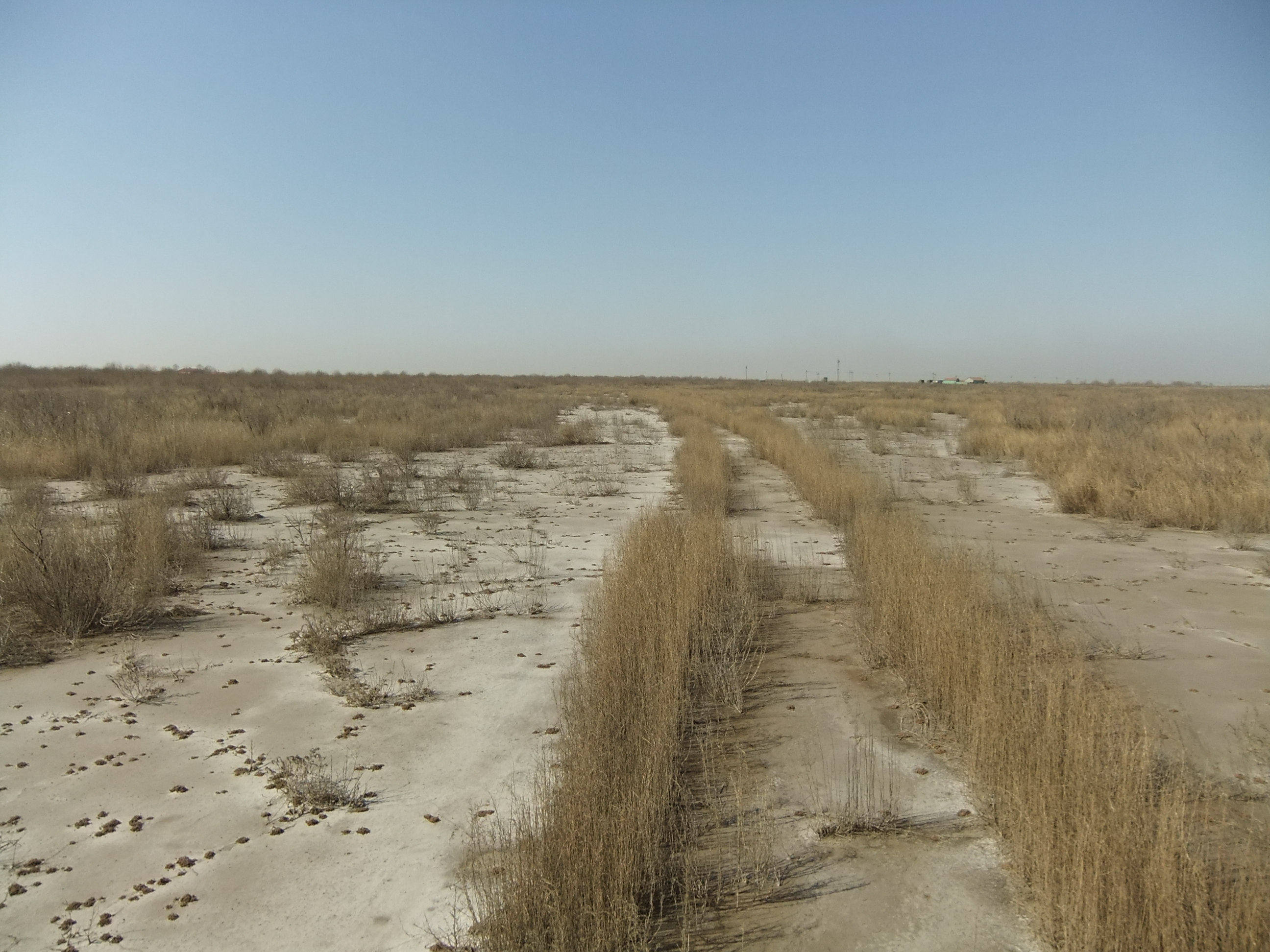
Łąki nadbrzeżne zdominowane przez Suaeda salsa

Słone łąki nadbrzeżne są zdominowane przez sodówkę z gatunku Suaeda salsa, a położone dalej w głębi lądu przez trawę z gatunku imperata cylindryczna. Naturalne mokradła położone w ekosystemie dalej położonych jezior były niegdyś zasiedlone przez graminoidy, takie jak sitowie i trzcina, jednak współcześnie zostały one prawie całkowicie wyparte przez uprawy ryżu i akwakultury ryb. Występują tam Scirpus planiculmis, S. triqueter, Carex scabrifolia, Cortaderia celloana i Panicum psilopodium. Słone bagna są zdominowane przez Suaeda salsa, podczas gdy słodkowodne bagna są niemal całkowicie zdominowane przez trzcinę pospolitą. Inne ważne gatunki roślin w występujących w ekoregionie siedliskach słodkowodnych to rdestnica kędzierzawa, wywłócznik kłosowy, otelia żabieńcowata i grzybieńczyk wodny.

## Fauna

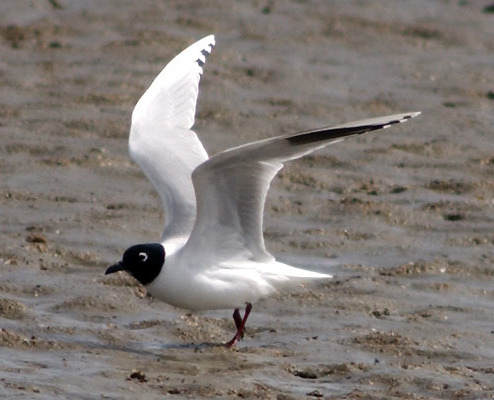
Mewa chińska

W ekoregionie zimują rzadkie ptaki wodne, takie jak pelikan kędzierzawy, warzęcha mała i mewa mała. Równiny błotne położone dalej od brzegu są ważnym obszarem lęgowym mewy chińskiej. Znajduje się tu największa na świecie kolonia lęgowa tego gatunku. Ekoregion jest też siedliskiem lęgowym dla około 40% pozostałej światowej populacji żurawia mandżurskiego. Na przybrzeżnych mokradłach w drodze na zimowiska w tropikalnej wschodniej Azji zatrzymuje się też wiele gatunków ptaków wędrowych. Słona łąka Morza Żółtego jest też siedliskiem ogoniatki trzcinowej i rzadkich ssaków parzystokopytnych: milu chińskiego i jelonkowca błotnego.

## Zagrożenie i ochrona
Głównym obszarem chronionym ekoregionu jest narodowy rezerwat przyrody Yancheng, obejmujący pas nadbrzeżny o powierzchni 467 km², oraz rezerwat biosfery Yancheng o powierzchni 3 690 km², z czego obszar główny obejmuje 234 km², a znacznie większą powierzchnię zajmują strefy przejściowe i buforowe. W ekoregionie wydzielony jest też narodowy rezerwat przyrody Dafeng, o powierzchni obszaru głównego 27 km², będący ostoją milu chińskiego, który został tam introdukowany w 1986 roku z populacji hodowlanej z Wielkiej Brytanii. W 2006 roku stado rozrosło się do 950 osobników. 
Ekoregion ma jeden z najwyższych poziomów gęstości zaludnienia w Chinach, a jego duża część została zmieniona na potrzeby rolnictwa. W regionach przybrzeżnych praktykowana jest akwakultura morska, obejmująca hodowlę krewetek i małży. Tereny położone dalej w głąb lądu utraciły wszelkie ślady swojej naturalnej roślinności. Przez ponad 2000 lat obszar ten był również głównym ośrodkiem produkcji soli w Chinach.